# Comuna Stroine, Svaleava
Stroine (în ucraineană Стройне) este o comună în raionul Svaleava, regiunea Transcarpatia, Ucraina, formată din satele Cernîk și Stroine (reședința).

## Demografie
Componența lingvistică a comunei Stroine
     Ucraineană (99,15%)
     Alte limbi (0,82%)
Conform recensământului din 2001, majoritatea populației comunei Stroine era vorbitoare de ucraineană (99,15%), existând în minoritate și vorbitori de alte limbi.